# Idioma oromo
El idioma oromo (Afaan Oromoo u Oromiffa(a)) es una lengua afroasiática hablado por más de 40 millones de personas de la etnia oromo, establecidos entre Etiopía y Kenia. Existen numerosas variedades diferentes por lo que algunos lingüistas lo consideran un continuo geolectal de variedades lingüísticas diferentes más que una lengua propiamente dicha. Se usa un alfabeto latino modificado llamado Qubee, que fue adoptado en 1991. El alfasilabario alfabeto etíope era la escritura más usada en el pasado.

## Comparación léxical
Los numerales para diferentes variedades de oromo son:
| GLOSA | Orma (Kenia) | Occidental (Etiopía) | PROTO-OROMO |
| ----- | ------------ | -------------------- | ----------- |
| 1     | tokkō        | tokko                | *tokko      |
| 2     | lamā         | lama                 | *lama       |
| 3     | sadi         | sadii                | *sadi       |
| 4     | afurī        | afur                 | *afur       |
| 5     | ʃanī         | ʃani                 | *ʃani       |
| 6     | ya           | yaha                 | *yaha       |
| 7     | tolbā        | tolba                | *talpa      |
| 8     | saddeetī     | saddet               | *saddeti    |
| 9     | sagalī       | saɡal                | *sagal      |
| 10    | kuɗenī       | kuɗan                | *kuɗan      |